# Rutilia confusa
Rutilia confusa là một loài ruồi trong họ Tachinidae.